# Hypnum flabellatum
Hypnum flabellatum là một loài Rêu trong họ Hypnaceae. Loài này được (Sm.) Dixon ex Müll. Hal. mô tả khoa học đầu tiên năm 1850.